# Факторы
Факторы (Male Factors) — российская рок-группа, которая с 1999 по 2016 год носила название Male Factors. До смены названия группа выпустила 6 официальных альбомов, после — 1 альбом и 2 макси-сингла. Группа дала концерты в Москве, Санкт-Петербурге, Екатеринбурге, Волгограде и в других городах России. Кроме того, группа выступала хэдлайнером ска- и ска-панк фестивалей: Skaшествие, Ska all stars fest, Ska-Москва, Ska connection, принимала участие в фестивале Нашествие. Помимо совместных выступлений с российскими коллективами, играли с такими звездами мировой ска- сцены как: Bad Manners (UK), Skarface (FR), Moskovskaya (GER)и др.
Male Factors единственной из российских ска групп была выбрана группой Madness (UK) в качестве разогрева своего московского концерта, который состоялся 28 апреля 2010 года в клубе Б1 MAXIMUM.

## История
Группа Male Factors была образована в октябре 1999 года и состояла из 4 человек: Илья Парамонов — Ingenieur (саксофон), Алексей Николаев — El Gordito (бас), Майк Витвицкий — Vetvi (гитара, вокал), Владимир Вова МФ — Skanker (барабаны).
22 апреля 2000 года группа дала свой первый концерт. В мае того же года к Male Factors присоединился Себастьян Nico MF Перейра в роли вокалиста, группа дала несколько концертов в московских клубах и летом группа приступила к записи дебютного альбома.
Альбом «43 градуса SKA» вышел в свет на кассетах в декабре 2000 г. К этому времени в группе появились Макс Чуваков Mad Max (труба) и Алексей Басаргин Trombontini (тромбон).
В июле 2001 года к Male Factors присоединился Павел Новиченков СиРоП — сначала как соло-гитарист, а, после ухода Vetvi, СиРоП стал единственным гитаристом.
Летом 2002 года Male Factors записывают второй альбом «43 1/2 SKA, градусы повышаются». В него вошли 8 перезаписанных треков с альбома «43 градуса SKA» и 4 новые композиции. Добавилась зажигательная песня «ХулиганSKAя», ставшая гимном всего околофутбольного мира[источник не указан 2495 дней].
Параллельно с московскими выступлениями, MF начинают активно гастролировать. Неизменный атрибут каждой поездки — полные концертные залы.
Весной 2005 года вышел третий альбом группы «Нормальный Полный Парень», он состоит из 14 треков, которые ранее нигде не издавались. Вскоре после этого в группе поменялась духовая секция — вместо Ingenieur, Mad Max и Trombontini , Сиропа приходят Дмитрий Тарасов Tromboneiro (тромбон), Сергей Пермяков SerЁga (труба) в роли гитариста — Василий Лопатин Loony .
В 2009 году вышел макси-сингл «Так случилось».
5 июня 2010 года на официальном сайте группы был выложен для скачивания в свободном доступе новый альбом «Между чёрным и белым», в поддержку которого был организован тур по городам России. После этого группа оказывается на грани распада — из группы уходят Tromboneiro и SerЁga (труба).
Последний концерт в составе Male Factors группа сыграла в ноябре 2015 года при полном солдауте. На этом концерте группа объявила о завершении первой главы творчества под названием Male Factors, смене формата и названия.
В 2016 году группа Факторы с новым названием и обновленным составом выпускает альбом «18+». В конце 2016 года группа выпустила макси-сингл «Моя Москва» и дала дебютный концерт в Москве.
В январе 2017 года Факторы выпускают еще один макси-сингл «На марс».
Играя преимущественно в Москве, группа зарекомендовала себя как одна из самых собирающих клубных команд. Группа Факторы продолжает отстаивать позицию, что сцена не трибуна, и творчество должно быть абсолютно аполитичным.
Песни Male Factors включены во множество сборников вместе с такими группами как Бригада-С, Zdob si Zdub, Вопли Видоплясова, Ляпис Трубецкой и пр. В записи альбомов группы принимали участие такие музыканты как: Оксана Цветы (группа Шлюз), Дмитрий Спирин (гр. Тараканы!), Дмитрий Добрый и др.
В 2013 году выпустили песню в саундтреке к фильму «Околофутбола»

## Отзывы прессы о Male Factors
Каждое выступление группы — море позитивных эмоций, неудержимый кураж на сцене и умопомрачительные танцы в зале.

У Male factors рядовых концертов не бывает. К каждому выступлению они подходят предельно серьёзно, постоянно репетируют, чтобы затем на сцене расслабиться и в полной мере получить удовольствие. Их стиль — серьёзный подход к творчеству и раздолбайство — по отношению ко всему остальному. Во время их выступлений все, находящиеся в зале пускаются в зажигательные ска — танцы в едином порыве; сторонних наблюдателей просто-напросто нет.

Mузыка Male Factors напрямую связана с их отрывным образом жизни — это взрывная смесь из веселого ямайского ска, агрессивных гангстерских свингов и ярких латинских ритмов. В общем, хулиганская музыка в чистом виде. Московский ответ питерскому Ленинграду

## Состав
- Себастьян NicoMF Перейра — вокал;
- Павел Mexican Man Киселев — гитара;
- Алексей El Gordito Николаев — бас;
- Владимир VovaMF — барабаны;
- Сергей Пермяков — труба;
- Дмитрий Тарасов — тромбон.

### Друзья группы
- Василий Loony Лопатин — гитара;
- Илья Ingenieur Парамонов — саксофон;

### Бывшие участники
- Майк Vetvi Витвицкий — гитара, вокал;
- Илья Ingenieur Парамонов — саксофон;
- Павел Sirop Новиченков — гитара;
- Макс Mad Max Чуваков — труба;
- Алексей Trombontini Басаргин — тромбон;
- Андрей Интеллигент Богданов — тромбон;
- Илья CheBа Чебоненко — клавиши.

## Дискография

### Официальные альбомы
- 2000 г. — «43° SKA». Hobgoblin Records
- 2002 г. — «43 1/2 SKA. Градусы повышаются». BRP Records
- 2005 г. — «Нормальный Полный Парень». BRP Records
- 2006 г. — «43° SKA (переиздание)». BRP Records
- 2009 г. — «Так Случилось» (maxi single). Moroz Records
- 2010 г. — «Между чёрным и белым»
- 2016 г. — «18+». MF Records
- 2016 г. — «Моя Москва» (maxi single). MF Records
- 2017 г. — «На марс»4 (maxi single). MF Records

### Сборники
- Антисборник (саундтрек к фильму Антикиллер) — CD Land (RUS);
- Russen disco hits 2 — Russendisco records (GER);
- Ska generation — BRP records (RUS);
- SKA-PUNK вторжение 1 — BRP records (RUS);
- SKA-PUNK вторжение 2 — BRP records (RUS);
- Осторожно, SKA 1 — Квадро-диск (RUS)
- Осторожно, SKA 2 — Квадро-диск (RUS)